# グレイシャー国立公園
グレイシャー国立公園（グレイシャーこくりつこうえん、Glacier National Park）は、アメリカ合衆国モンタナ州北部にある国立公園である。
1910年5月11日設立。面積は4,101平方キロメートルで、そのほとんどを森林、山、湖で占める。園内には名前のある湖が130以上あり、1000種類以上の植物と数百種に及ぶ動物が生息している。人によって乱されていないままのこの巨大な生態系は、「大陸生態系の頂点（Crown of the Continent Ecosystem）」と称されている。グレイシャー国立公園は、カナダ・ブリティッシュコロンビア州およびアルバータ州と国境を接し、カナダ側のウォータートン・レイク国立公園とも接している。1932年にこれら2つの公園を合わせて、ウォータートン・グレイシャー国際平和自然公園として登録された。これらはまた、1976年にユネスコの生物圏保護区に、1995年に世界遺産（自然遺産）に登録された。

## 概要
ロッキー山脈の真中にあり、氷河が削った険しい山肌を晒す山々とその間に広がる湖が美しい。氷河の作った美術館とも呼ばれる。グレイシャー国立公園の山々は、古い時代の岩石が東側の若い地層の上に押し上げられていた1億7千万年前より形を成し始めた。ルイス衝上断層（Lewis Overthrust）として知られるように、これらの堆積岩中にはこれまで地球上で発見された原始生命の化石のうち、最もすばらしい標本が眠っていると考えられている。ルイス山脈およびリビングストン山脈の形、そして湖の位置と大きさは大規模な氷河作用によるものである。この氷河作用によりU字谷ができ、付近には氷堆石を見ることもできる。19世紀中ごろには園内に150存在したといわれる氷河のうち、2010年まで残っているのは25のみである。園内の氷河を研究する科学者は、現在の気候パターンが続けば2030年までにすべての氷河が消えるだろうと推定している。
グレイシャー国立公園内には、もともとこの地域固有の種であった動植物が今もほぼ全種存在している。グリズリー（ハイイログマ）やシロイワヤギのような哺乳類から、クズリやオオヤマネコまでもが園内に生息していることが知られている。数百種に及ぶ鳥類や10数種の魚類、さらには数種類の爬虫類や両生類が記録されている。園内の巨大な生態系は草原からツンドラ、さらに最東端の地域では杉とアメリカツガの森も見られる。園内での森林火災はあまり起きないが、2003年には園内の10％以上の地域が火事による影響を受けた。
グレイシャー国立公園に指定された地域には、初めアメリカ先住民が住んでいた。しかしヨーロッパの探検家たちがやって来た後は、東方地域はブラックフット族に、西方はフラットヘッド族（Flathead）に支配された。1910年から1914年にグレート・ノーザン鉄道は観光客誘致のため公園内に多数のシャレーやホテルを建てた。これはアメリカのスイスをイメージしたもので、その頑丈な造りは記念建造物としていまでも訪れる人を楽しませる。これらの歴史あるホテルや別荘は国の歴史建造物に登録されており、350箇所が歴史的に重要な場所として国に登録されている。自動車の発達により、ゴーイング・トゥ・ザ・サン・ロード（Going-to-the-Sun Road）が1932年に完成。後に国の歴史市民開拓史跡（National Historic Civil Engineering Landmark）に指定され、より多くの自動車が公園の中心部まで入っていくことができるようになった。東のセントメリー湖と西のマクドナルド湖を結ぶ85キロメートルの道路（ゴーイング・トゥ・ザ・サン・ロード）は素晴らしい眺望を楽しめる唯一のルートで、分水嶺であるローガン峠（海抜2,025メートル）を越える。

## 歴史

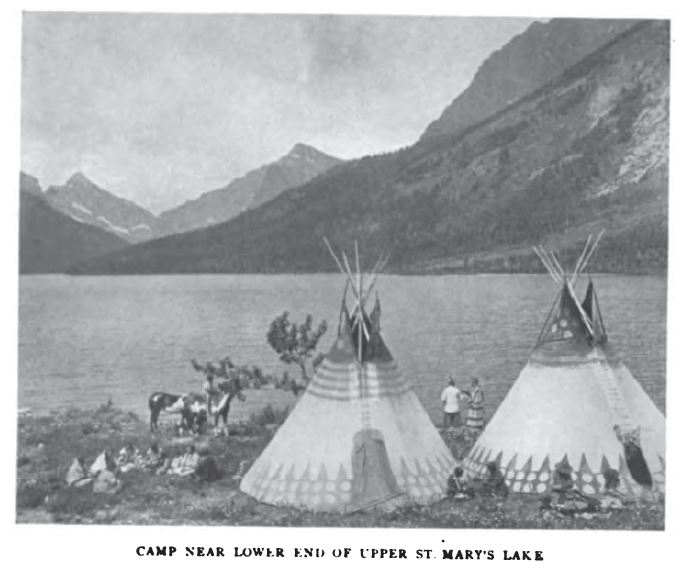
1916年、セントメリー湖のブラックフット族のキャンプ

考古学的な証拠によると、アメリカ先住民は約1万年前に最初にグレイシャーエリアに到着した。
最初の居住者は、現在の部族で言うところのセイリッシュ族（Salish）、フラットヘッド族（Flathead）、ショショーニ族（Shoshone）およびシャイアン族（Cheyenne）に連なる血筋の人間であった。
ブラックフット族は18世紀の初期に到着し、後に公園となった東の斜面を、同様に東のグレートプレーンズも直ちに占有した。
この地域は、ブラックフット族に平原の厳しい風から身を守るシェルターの役割を果たしてくれて、他の獣肉とともに伝統的なバイソン猟の場を提供してくれた。
今日では、ブラックフット族のインディアン居住地は公園東部と接しており、一方でフラットヘッド族のインディアン居住地は公園の西部と南部に位置している。
ブラックフット族の居住地が最初に雄牛条約（the Lame Bull Treaty）で設置されたときに、その居住地はアメリカ大陸分水嶺までの現在の公園の東側の地域を含んでいた。
ブラックフット族は、この地域の山々、特に主峰と南東地域のトゥー・メディシンを「世界の背骨（Backbone of the World）」と考えており、ビジョンクエストの儀式の際にはその山々を訪れていた。
1895年、ブラックフット族のホワイト・カフ族長（Chief White Calf）は、山岳地帯約3,200km2を、その土地が合衆国の公有地である限りその土地を使って狩りをする権利を保つという条件をつけた上で、150万ドルで売却することを認めた。
この売却により、現在の公園とブラックフット族居住地の境界が設定された。
1806年、ルイス・クラーク探検隊は、マリアス川を探検する間に、現在は公園となっているエリアから80kmの距離まで来た。
1850年代後半の一連の探検は、後に公園となる地域の理解に役立った。
1885年には、ジョージ・バード・グリネル（George Bird Grinnell）は、注目されていた探検家で後には著名な作家となったジェームズ・ウィラード・シュルツ（James Willard Schultz）を、後に公園となる地域への狩の遠征のために雇った。
もういくつかその地域への遠征を重ねた後に、グリネルは風景にインスピレーションを与えられ、そのことで彼は次の20年を国立公園の設立に費やすことになる。
1901年に、グリネルはこの地域についての記述を行った。
それによると、彼はこの地域を「大陸の頂点」として言及し、彼の土地を守ろうとする努力はこの理念に貢献する第一人者にした。
グリネルが、最初にヘンリー・L・スティムソン（Henry L. Stimson）とブラックフット族を含むその2人の友人を訪問してから2、3年後に、主峰の東側の急な面を登りきった。
1891年、グレート・ノーザン鉄道は、1,589mのマライアス峠（Marias Pass）でアメリカ大陸分水嶺と交差していた（それが公園の南の境界に沿っている）。
鉄道の利用を刺激するために、グレート・ノーザン鉄道は一般大衆にその地域の壮観なものを宣伝した。
会社はアメリカ合衆国議会に圧力をかけ、1897年、公園は森林保護地域に指定された。
森林保護登録の下で採掘は引き続き許可されたけれども、それは商業的に成功したとはいえなかった。
その間にも、保護の提案者たちは努力を続け、1910年に、ジョージ・バード・グリネル、ヘンリー・スティムソンとその鉄道の影響の下で、その地域を森林保護区から国立公園に再指定しなおすという一つの法案が、米国議会に提出された。
この法案は1910年5月11日に第27代大統領ウィリアム・タフトによって法律制定のサインをされた。
8月までの5月から、森林保護区管理者、フリーモント・ネイサン・ヘインズは最初の代理の監督者として公園の財源を管理した。
1910年8月に、ウィリアム・ローガンは公園の最初の監督者に任命された。
森林保護区の指定がブラックフット族にその伝統的な利用権が有ることを承認しているのに対して、国立公園化の立法ではアメリカ先住民に対する保障については言及していない。
アメリカ合衆国政府の立場としては、 国立公園としての特別な指定によって山々が多用途の公有地としての位置を譲り、それ以前の権利は1935年に請求権裁判所によって停止を確認した。
あるブラックフット族は、それらの伝統的な用法権利がまだ正当に存在していると考えていた。
1980年代には、武装を伴った対立が間一髪で回避されることが何回もあった。

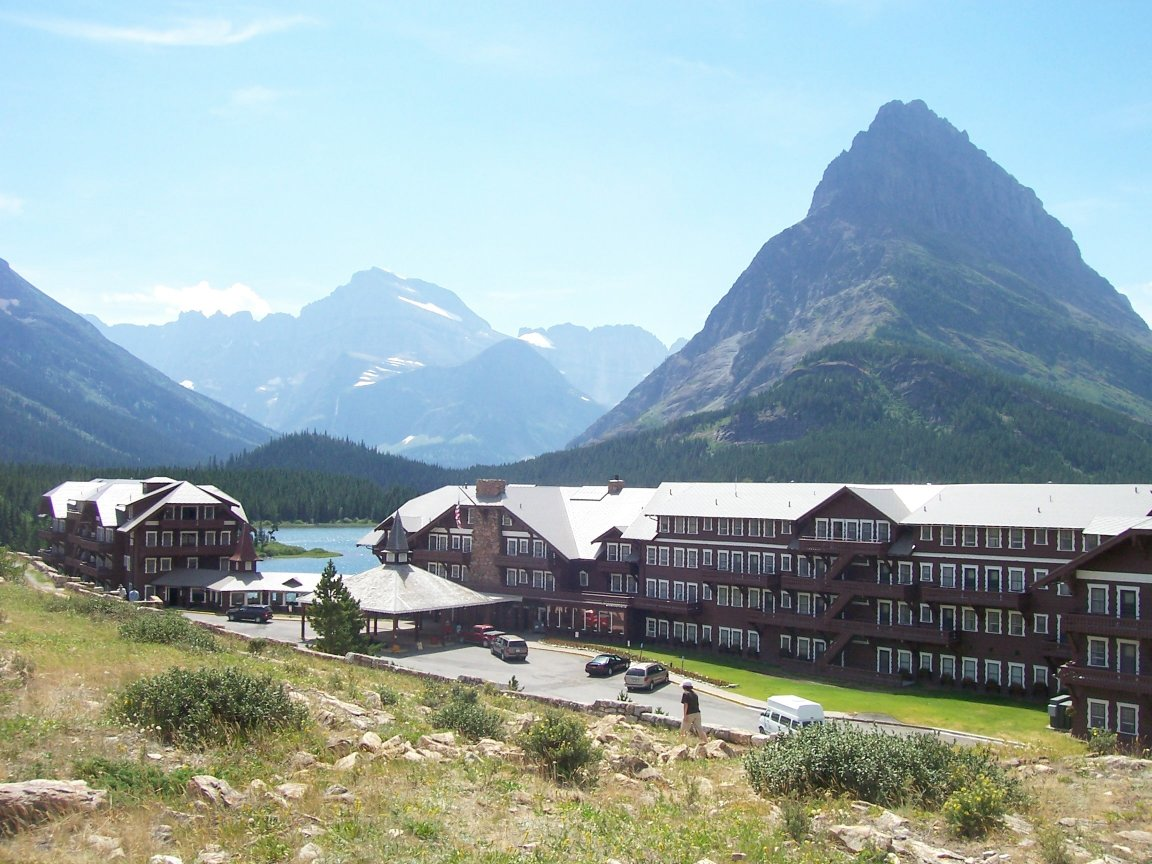
スウィフトカレント湖のメニー・グレイシャーホテル

観光旅行を促進するために、グレート・ノーザン鉄道は、社長のルイス W. ヒルの監督の下に、1910年代を通して公園内に多くのホテルと山小屋を建てた。
これらの建物の建設と運営は、グレイシャー公園会社と呼ばれる子会社に委ねられた。
またこれらの建物は、グレイシャーを「アメリカのスイス」にするという下絵のもと、スイスの建築をモデルにして建てられた。
休暇に訪れた人たちはたいてい、北東部に位置する数多くの氷河が残る地域に行くために、ロッジ間を馬の背に乗ってめぐるパックツアーを取ったり、季節限定の駅馬車を利用するルートを利用した。
1910年と1913年の間に建てられた山小屋は、Belton、St. Mary、Going-to-the-Sun、Many Glacier、Two medicine、Sperry、Granite Park、Cut Bank、Gunsight Lakeと言った名前で建てられた。
グレート・ノーザン鉄道は、同様にGlacier Park Lodgeを建てた。
それは公園の東側に隣接していて、また同様にたくさんのGlacier HotelをSwiftcurrent湖の東岸に建てた。
ルイスヒルは個人的にそれらの建築場所を選定し、それぞれの建物に素晴らしい背景と眺望を持たせた。
もう一人の開発者であるジョンルイスは、1930年にLewis Glacier Hotelをマクドナルド湖（Lake McDonald）に建てた。
そしてそれは後にLake McDonald Lodgeと改名された。
山小屋のうちのいくつかは遠く奥まった場所にあり小道でしか行けなかった。
今日では、Sperry、Granite Park、及びBeltonの山小屋のみがまだ操業している。
また一方で、以前はTwo Medicine Chaletという名の山小屋は、現在Two Medicine Storeとなっている。
公園の中に残存する山小屋とホテルの建物は、現在国の歴史的建造物に指定されている。
公園の中の総数350個の建物および構造物が、歴史的な地域として国の登録リストに上った。
これにはレンジャーステーション、農村地帯パトロールキャビン、火災の見張り台、および譲歩設備も含まれる。
公園が設立され、訪問者がさらに自動車に頼るようになると、総延長85kmのゴーイング・トゥ・ザ・サン・ロードの建設が始まり、1932年に完成した。
単にサンロードとも呼ばれ、公園を両断し中程の2,026mのローガン峠でロッキー山脈分水嶺を越える。
この道が、唯一公園の奥深くへの冒険の手段である。
サンロードは国の歴史的地域にも指定されている、1985年には国の土木遺産に指定された。
他の道は、南の公園と国有林の間の境界に沿っているルート2であり、ロッキー山脈分水嶺をマライアス峠で越えて西グレイシャーと東グレイシャーの町を繋いでいる。
1930年代の間に、市民保全部隊は公園の道とキャンプ場の多くの開発を補助した。
公園内での自動車交通量の増加によって、SwiftcurrentとRising Sunに新たな営業施設を建設する結果になった。
この二つは自動車観光にあわせてデザインされた。
これらの初期のオートキャンプ場も今では国に登録されている。

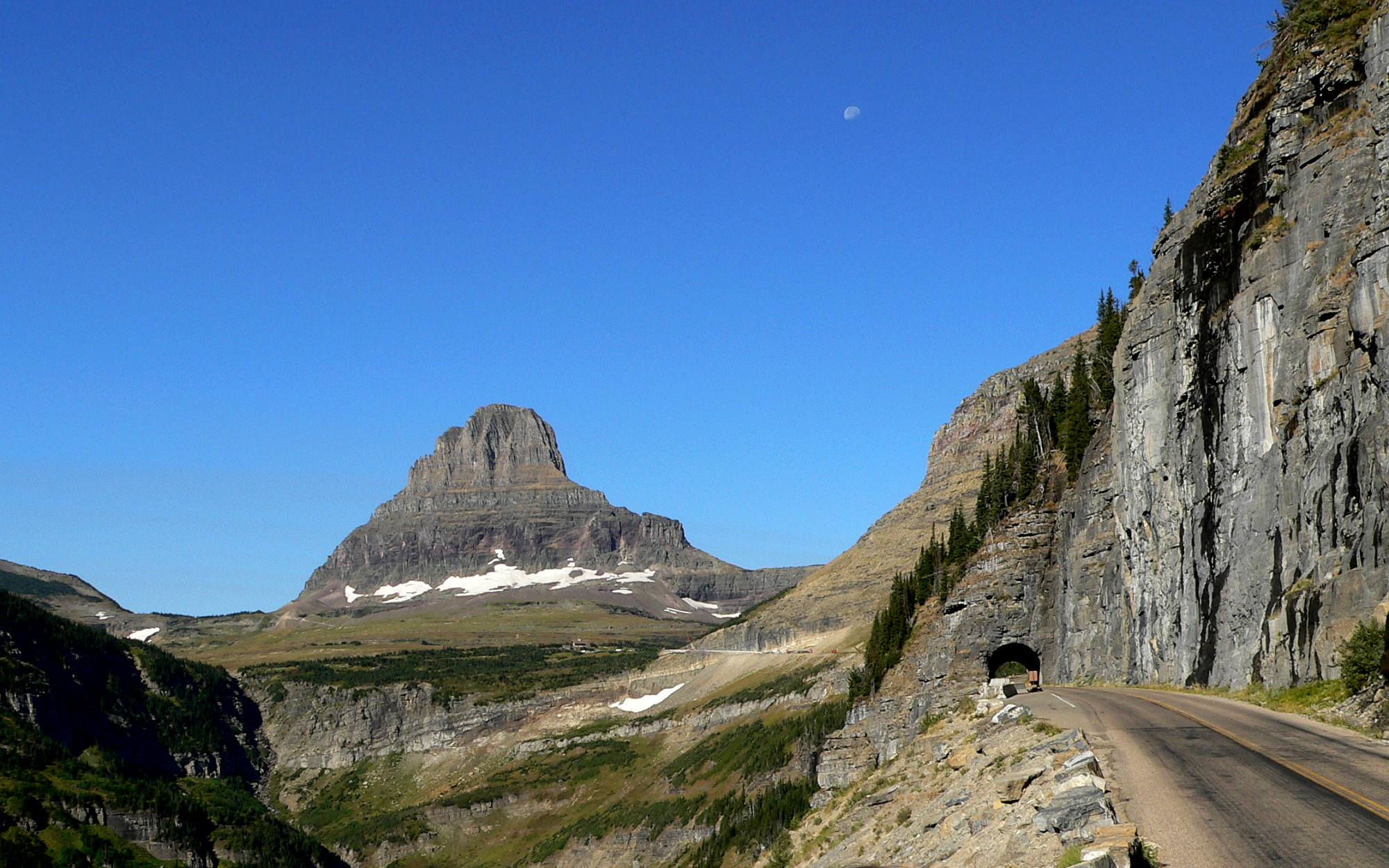
ローガン峠付近のサン・ロード

## 公園の管理
グレイシャー国立公園はアメリカ合衆国国立公園局によって管理されており、その本部はモンタナ州ウェスト・グレイシャーにある。公園への訪問者は平均して年間200万人をわずかに下回るほどであるが、主要な道路やホテルから離れた地域を旅行する人はほとんどいない。
2008年度、公園は13,190,000ドルの予算で運営された。2008年度の予算は2007年度の予算を上回り、それは従業員の質向上に使われた。しかし事業の調整や道路の整備のための予算は組まれなかった。2010年の100周年記念を見越して、ゴーイング・トゥ・ザ・サン・ロードの改修が行われた。連邦道路管理局がアメリカ合衆国国立公園局と協力して改修プロジェクトを推進し、ビジターセンターや歴史的なホテルなどの主要な建造物の復帰や、汚水処理設備やキャンプ地の改善が期待された。マクドナルド湖の水産業の研究、歴史資料館の更新および道路の修復も同様に計画された。
合衆国国立公園局の使命は、「自然と文化的な資源を守り、保存すること」である。1916年8月25日に制定された基本法により、合衆国国立公園局が連邦機関として設立された。基本法の主要な部門のひとつはしばしば「ミッション」と呼ばれる。「ミッション」とは、すなわち国立公園の利用の促進と規制を行うことである。その目的は、その中の風景や自然物、歴史的なものや野生生物を保護することである。この使命と調和を保つために、天然資源や文化資源の採掘や木材の伐採、除去と同様に、狩猟は公園で違法である。加えて、油やガスの探索と採掘も許可されていない。しかしながら、これらの規制は隣接するブラックフット族居住地との間に多くの摩擦を生み出した。ブラックフット族は土地を合衆国政府に売る際、その地域の利用権利を維持できる規定が盛り込まれたが、それらの多く（狩猟など）はこれらの規制に矛盾してきたからである。1974年には、園内の95％を、特定自然保護区と認めるとする原生地域の研究が議会に提出された。他の少数の公園と違って、グレイシャー国立公園は、まだこれから自然保護区として保護される必要があるが、合衆国国立公園局の方針によれば、報告書に記載された特定の地域は議会が完全な決定を下すまでは自然保護区として管理されるべきだという。公式には特定自然保護区に指定されていないが、グレイシャー国立公園の93％は自然保護区として管理されている。

## 地理と地質
グレイシャー国立公園はアルバータ州のウォータートン・レイクス国立公園（Waterton Lakes National Park）と、ブリティッシュコロンビア州のフラットヘッド州立森林公園（Flathead Provincial Forest）、アカミーナ・キシニーナ州立公園（Akamina-Kishinena Provincial Park）と北で接している。西方では、フラットヘッド川（Flathead River）の北側の支流が西の境界となっており、一方その中央の支流が南の境界の一部となっている。ブラックフット族先住民の居住地は東の境界の大部分を成し、ルイスアンドクラーク国有林（Lewis and Clark National Forest）とフラットヘッド国有林（Flathead National Forest）は南と西の境界となっている。遠方のボブ・マーシャル複合原生地域はすぐ南の2つの森林の中に位置する。 
園内には1ダースの大きな湖と700の小さな湖が存在するが、名前のつけられたものはそのうちの131の湖のみである。公園の西側にあるマクドナルド湖は、長さ9.4マイル（15.1 km）で, 面積は6,823エーカー（27.61 km2）と最も大きく、深さは464フィート（141 m）と最も深い。数多くの小湖は、氷河の侵食によって成形された圏谷に位置する。アバランチ湖とクラッカー湖のようにこれらの湖のいくつかは、氷河の沈泥により水が濁り、不透明なターコイズ色をしている。また、この沈泥により多くの小川には乳白色の水が流れる。グレイシャー国立公園内の湖は年間を通して水温が低く、湖面の温度はめったに10℃を上回らない。このような水温の低い湖はプランクトンの成長をほとんど助けず、そのために湖は目を引くほど透明度が高い。しかしながらプランクトンがいないと汚染を濾過する能力が下がり、汚染物質はなかなか浄化されなくなってしまう。その結果、湖は汚染物質がほんの少し増えただけでもすぐに影響を受けてしまうので、環境の指標と考えられる。
200もの滝が園内全体にわたって存在するが、それらの多くは乾季には水量が減り、水が滴る程度になってしまう。園内で最も大きな滝にはトゥーメディシン地域の滝や、マクドナルド谷のマクドナルドの滝（McDonald Falls）、およびメニーグレイシャー地域のスウィフトカレントの滝（Swiftcurrent Falls）が含まれる。スウィフトカレントの滝は簡単に観ることができ、メニーグレイシャーホテルに近い。最も落差の大きい滝の1つはバードウーマンの滝（Bird Woman Falls）であり、オバーリン山（Mount Oberlin）の北の斜面のふもとのかかり谷から150メートルも落下する。

### 地質

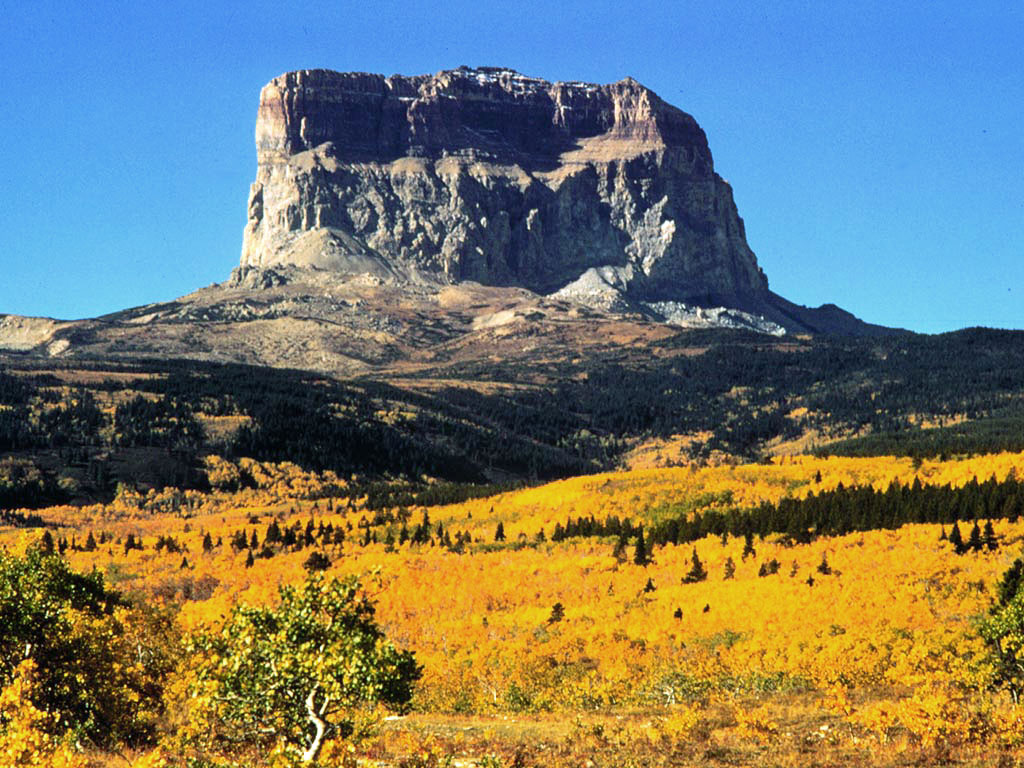
チーフマウンテン（屹立する壁の高さ457メートル）

公園で見られる岩石は主にベルト超層群の堆積岩である。それらは16億年以上前から8億年前までの間に浅瀬に堆積したものである。1億7000万年前にロッキー山脈が形成される間に、ルイス衝上断層（Lewis Overthrust）により岩石の一部が東に80キロメートル押し動かされた。この衝上断層は幅数マイル、長さ数百マイルに及ぶ。新しい岩石の上に古い岩石が乗り上げる形となり、上の原生代の岩石は、現在下になっている白亜紀の岩石より1.4 - 15億年ほど古い。
この衝上断層の最も衝撃的な証拠の1つは公園の東の境界付近でグレートプレーンズから800メートルの高さに孤立して聳え立つチーフマウンテン（Chief Mountain）として見ることができる。園内には3,000メートルを超える山が6つ存在し、その中でも3,190メートルのクリーブランド山が最も高い。トリプルディバイドピークはその名の通り太平洋、ハドソン湾、およびメキシコ湾流域に水を送り、海抜わずか2,444メートルであるにもかかわらず、事実上北アメリカ大陸の最高峰であると考えられる。
グレイシャー国立公園の岩石は世界でも最もよい保存状態にある原生代の堆積岩であり、原始生命の痕跡をたどるには世界でも有数の情報源と言われている。他の地域の同時代の堆積岩は造山運動と他の変形変化によって変化し、その結果化石は少なく、観察が難しくなってしまっている。公園の岩石はミリメートル単位の層状組織、砂紋、泥岩亀裂、塩のクリスタルキャスト（堆積物の中の結晶が溶けて失われた後に充填されたもの）、雨滴印象（堆積物の中にあった形が残ったもの）、ウーライト（球状または卵状の粒でできた石灰質の岩石）などの沈殿物の特徴を保つ。ストロマトライト（主に藍藻類である原始の有機体がつくる岩石）の6種の化石は、約10億年もの年月がたっていると証明されている。アペクニー層（Appekunny Formation）は園内にある保存状態のよい岩石であるが、その発見により動物誕生の起源はそれまで考えられていたものより10億年も前だということがわかった。この岩石中には特定された中で最も初期の後生動物の残りであると考えられている層構造がある。

### 氷河
グレイシャー国立公園は、最終氷期に巨大な氷河によって現在の形に彫り上げられた山々に占められている。これらの氷河は主に最近の12,000年の間に消失した。 広範囲に及んだ氷河の動作の痕跡は、U字谷、氷河圏谷（アイスバーグ圏谷など）、アレート（arêtes）（両側の斜面が急峻な尾根）、および山頂の最高部から指のように放射している大きな流出湖と言った形で、公園の至るところに見られる。
氷河期の終わり以来、温暖化と寒冷化は様々な傾向で繰り返し起こった。 近年最後に起こった寒冷化傾向は、おおよそ1550年から1850年の間の小氷河期の頃のことであった。小氷河期の間には、本当の氷河期に起こった遥かに大きな拡大には程遠いが、氷河は拡大し前進をした。
20世紀の半ばの間に、前の世紀から続く地図と写真の調査により、100年前には公園内に存在していたことが知られている150の氷河が大いに後退し、多くの場合にはすっかり消えてしまったことが明らかになった。 氷河の連続写真は、例えばここで示した1938年から2009年の間のグリネル氷河（Grinnell Glacier）の連続写真のように、氷河の後退具合を視覚的に確認する作業の助けになる。
|        |        |        |        |        |
| 1938年 | 1981年 | 1998年 | 2005年 | 2009年 |

1980年代に、米国地質調査研究所は残っている氷河のより組織的な研究を開始した（それは今日まで続いている）。 2010年までに、37氷河は残っているが、そのうち少なくとも0.10平方キロメートル以上の領域を持ち「活動的な氷河である」と考えられたのは、25氷河のみである。現在の気候が続けば、残っている氷河のほとんどは2030年かあるいは2020年代に入ったときにはほとんど消えてしまうだろうと、科学者の意見は概して一致している。
この氷河の後退は1980年以降もさらに加速している世界的な傾向の型に沿っている。物質収支とは氷河の蓄積量対溶解量の割合であり、これはネガティブであり続けるだろうし、氷河は底の不毛な岩石を残してついには消えるだろう。
1850年の小氷河期の終わりの後、公園の氷河は1910年代まで緩やかに後退した。 1917年と1941年の間で、後退の割合は加速し、ある氷河のために1年に100メートルという高い割合で後退した。1940年代から1979年までの寒冷化傾向は、後退の割合を抑えた。

## 野生生物と生態系

### 植物

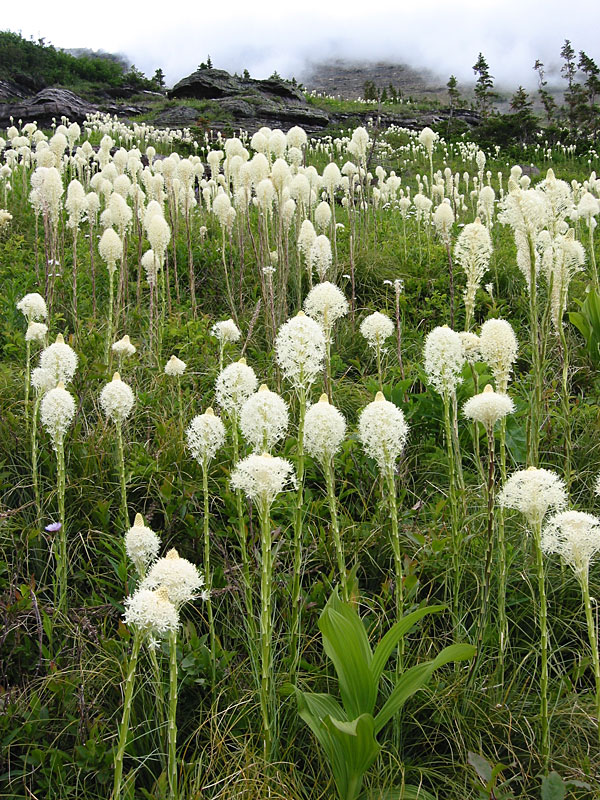
公園内によくみられる背の高い顕花植物、ベアグラス

グレイシャーは、そこにあるすべてのものが未着手の原生地域である。そのためグレイシャーは「大陸生態系の頂点（Crown of the Continent Ecosystem）」として多くの人に知られ、保護されている広大な生態系のひとつである。ヨーロッパの探検家が最初にその地域に到達した時に存在していたすべての植物と動物は、今日でもグレイシャー国立公園に生息している。
グレイシャー国立公園に生育する植物は全部で1,132種を超える。国立公園は様々な樹木種の生育地となっており、主な針葉樹林には、エンゲルマントウヒ（Engelmann spruce）、アメリカトガサワラ（Douglas fir）、ミヤマバルサムモミ（subalpine fir）、フレキシマツ（limber pine）、および落葉性の針葉樹（毎年秋に葉がなくなる）であるウエスタンカラマツ（western larch）がある。ヒロハハコヤナギ（cottonwood）とアメリカヤマナラシ（aspen）は一般的な落葉樹である。ヒロハハコヤナギとアメリカヤマナラシは通常、湖や渓流沿いの高度が低い場所に生育している。冷風とグレートプレーンズの風雨にさらされるため、公園東側の樹木限界線はロッキー山脈分水嶺の西側よりほぼ244メートル低い。森林に覆われた谷と山の斜面の上には、高山のツンドラ地帯が広がっている。これは積雪の無い期間が3ヶ月しかない地域に生息している草と小さな植物によるものである。30種の植物はグレイシャー国立公園と周辺の国有林にしか生育していない。背の高い被子植物であるベアグラス（Beargrass）は一般的に水源の近くで見つかり、7月と8月の間、比較的広範囲に広がる。モンキーフラワー（monkeyflower）、グレイシャーリリー（glacier lily）、ヤナギラン、バルサムルート（balsamroot）、およびエフデグサ（Indian paintbrush）といった野草もまた一般的である。
森林が広がる地域には3つの主要な気候帯がある。西地区と北西地区はトウヒとモミに覆われており、南西地区はベイスギ（western red cedar）とアメリカツガ（hemlock）に覆われている。ロッキー山脈分水嶺の東地区はマツ混交林（mixed pine）、エゾマツ（spruce）、モミ（fir）、および大草原（prairie zones）が組み合わさっている。マクドナルド湖（Lake McDonald）の谷沿いのネズコーツガ（cedar-hemlock）の林は太平洋気候の生態系では最東端のものである。
アジアからの侵入病害である五葉マツ類発疹さび病（White pine blister rust）の蔓延により、マツの一種、アメリカシロゴヨウ（Whitebark pine）は深刻な被害を被っている。グレイシャーとその周辺地域では、このマツの30％が枯れており、現存するマツの内、70％以上は発疹さび病に感染している。マツは松の実として知られている高脂肪な種を落とす。松の実はアメリカアカリス（red squirrels）とハイイロホシガラスが好む食物である。グリズリーとアメリカグマは、リスが隠した松の実を探す習性があると知られている。松の実はクマが好む食物の1つである。1930年と1970年の間、発疹さび病の感染拡大を抑える試みが行われたが、不成功に終わった。今後もこのマツの死滅は続くと考えられる。マツの死滅により、マツに依存している種は悪影響を受ける。

### 動物

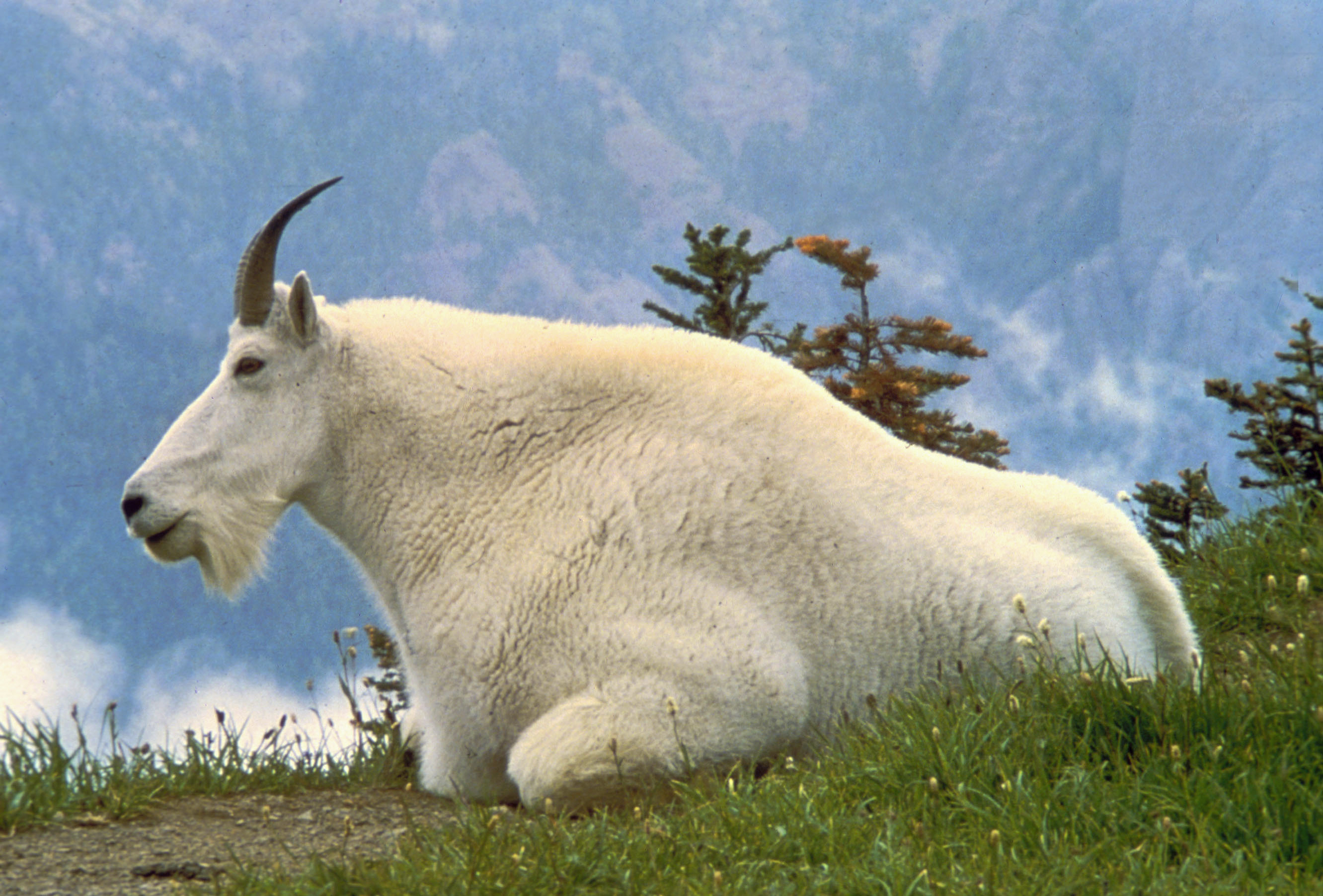
グレイシャー国立公園のシンボル、シロイワヤギ

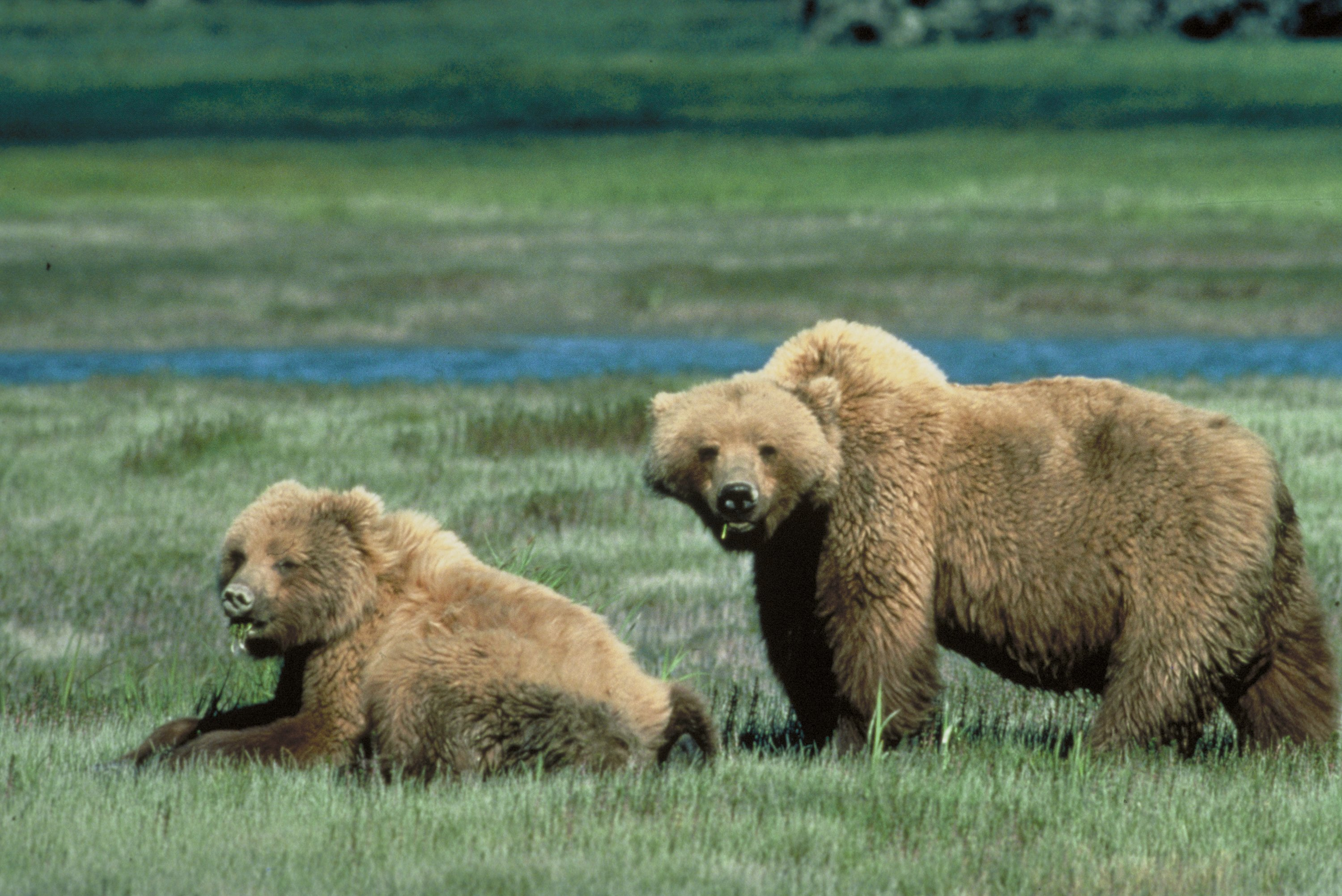
2008年現在、およそ300頭のグリズリー（ハイイログマ）が生息していると考えられている

かつてグレイシャー国立公園に生息していた、アメリカバイソンとウッドランドカリブー（woodland caribou）を除くすべての植物と動物が、現在でも生息している。生物学者は植物や動物の研究において、そのままの生態系を調査することが可能である。
哺乳類では62種の生息が確認されている。公園内に生息するグリズリー（ハイイログマ）およびカナダオオヤマネコの2種は、絶滅の危機にある。この2種の個体数は以前と変わっていないものの、絶滅危惧種として登録されている。これはアラスカ州以外の合衆国では、グリズリーおよびカナダオオヤマネコはとても数が少ないか、生息していない地域があるためである。平均して年に1、2回、人がクマに襲われる。 1910年の公園設立以来、クマに関連関連する死亡者は全部で10人である。公園のグリズリーとオオヤマネコの生息数は正確には知られていないが、2008年現在、公園生物学者は、公園に300頭を超えるグリズリーが生息していると確信している。2001年にはオオヤマネコの生息数を調査する研究が開始した。グリズリーとアメリカグマの正確な生息数は知られていない。しかし、生物学者は正確な生息数を求めるさまざまな方法を試みている。アラスカ、ハワイを除く48州では非常に珍しい哺乳類であるクズリが公園に生息し続けていることが別の研究で示されている。公園の公式シンボルであるシロイワヤギ、ビッグホーン、ヘラジカ、アメリカアカシカ、ミュールジカ（mule deer）、オジロジカ（white-tailed deer）、コヨーテ、および他では滅多に見ることの出来ないピューマなどの大型哺乳動物は、いたるところに豊富に生息している。1990年代にタイリクオオカミを再導入する計画を開始したイエローストーン国立公園とは異なり、グレイシャー国立公園ではオオカミが1980年代に人の手無しに再度住み着いたとされている。その他、アメリカアナグマ、カワウソ類、アメリカヤマアラシ類、アメリカミンク、テン類、フィッシャー、6種のコウモリ、および多くの小型哺乳類が生息する。
鳥類では計260種が確認されている。猛禽類にはハクトウワシ、イヌワシ、ハヤブサ、ミサゴ、年中住み着いているタカ等がいる。シノリガモは湖と水路に生息するカラフルな水鳥である。オオアオサギ、コハクチョウ、カナダガン、およびアメリカヒドリはよく出会うことが出来る水鳥である。アメリカワシミミズク、ハイイロホシガラス、ステラーカケス、エボシクマゲラ（pileated woodpecker）、およびヒメレンジャクは山腹に沿いの密林に生息している。より高い高度では、ライチョウ類、ミヤマヒメドリ（timberline sparrow）、およびハギマシコ等が生息している。シロマツの個体数が減少したことにより、ハイイロホシガラスは近年、生息数が減少している。
寒冷気候のため、変温動物である爬虫類はほとんど生息していない。ガーターヘビ（garter snakes）の2種とセイブニシキガメの計3種のみがグレイシャー国立公園に生息する爬虫類である。両生類は6種のみが確認されているが、その生息数は多い。2001年の山火事の翌年には、数千匹のセイブヒキガエルが他の地域に移住できるようにするため、数本の公園道路が一時的に封鎖された。
魚類では23種が公園の水域に生息している。グレイシャーは絶滅の危機にあるマスの住処でもある。マスを所有することは違法であり、何らかの事情でマスを捕まえてしまったら逃がさなければいけない。ウェストスロープ・カットスロートトラウト（Westslope Cutthroat Trout）、ノーザンパイク、マウンテン・ホワイトフィッシュ（Mountain whitefish）、ヒメマス、およびカワヒメマス類（Grayling）といった在来魚は湖や渓谷で見つけることが出来る。数十年前、レイクトラウトや他の外来魚がやってきたことにより、特に固有種のイワナと上記のカットスロートトラウト（Cutthroat Trout）といった在来魚の個体数が激減した。

### 火災生態学

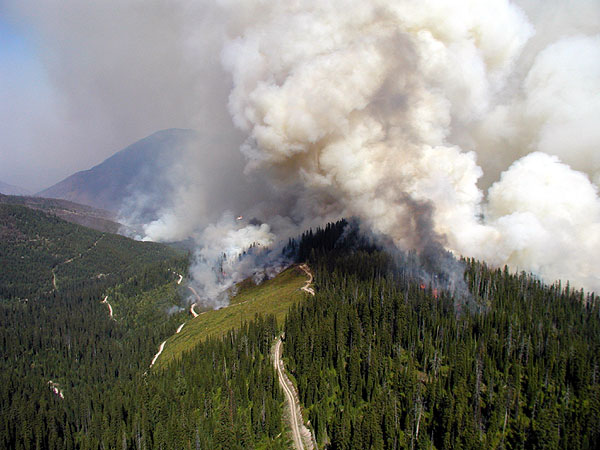
2003年には山火事で公園の13パーセントが全焼した

山火事は何十年もの間、森林や公園といった保護地区への脅威となっている。1960年代以降、火災生態学が発展したことにより、山火事が起こることは生態系として自然であると判明した。火災を早期に鎮圧する政策では、枯れて腐敗した木や植物が蓄積してしまう。しかし火事の拡大させることで、それらの木を燃やし尽くすことが出来る。山火事は栄養分を土に補給し、草や小さな植物が生息可能な地域を拡大するのに1役買っている。そのため植物と動物の多くの種にとって山火事は必要である。グレイシャー国立公園には、人で起こった火事を抑制し、元通りにする火災管理計画がある。自然火災の場合には、火災は監視され、火災が鎮圧されるかどうかは人の安全と建築物を脅かす規模や脅威であるかどうかによって決まる。
人口と公園付近の郊外地区の拡大により、荒野と都市との火災管理（Wildland Urban Interface Fire Management）として知られているものが発展した。荒野と都市との火災管理とは、グレイシャー国立公園は隣接する不動産所有者と協力し、安全と火災の注意を促進させるというものである。このアプローチは他の多くの保護地区と同じである。このプログラムの一環として、公園付近の家や建築物は耐火性に優れた設計となっている。利用可能な燃料装荷と壊滅的な火災の危険を減少させるため、枯れて倒れてしまった木は、人の居住付近から取り除かれる。その年の定められた期間の山火事の可能性に関する情報を不動産所有者や観光客に知らせるために、事前警告システムが開発されている。グレイシャー国立公園は年平均14の火災が起こり、広さは20平方キロメートルにも及ぶ。干ばつとほとんど雨が降らなかった夏季が5年間続き、2003年には550平方キロメートルが全焼した。この火災はグレイシャー国立公園が成立した1910年以来、最も多くの地域を全焼した火災である。

## レクリエーション

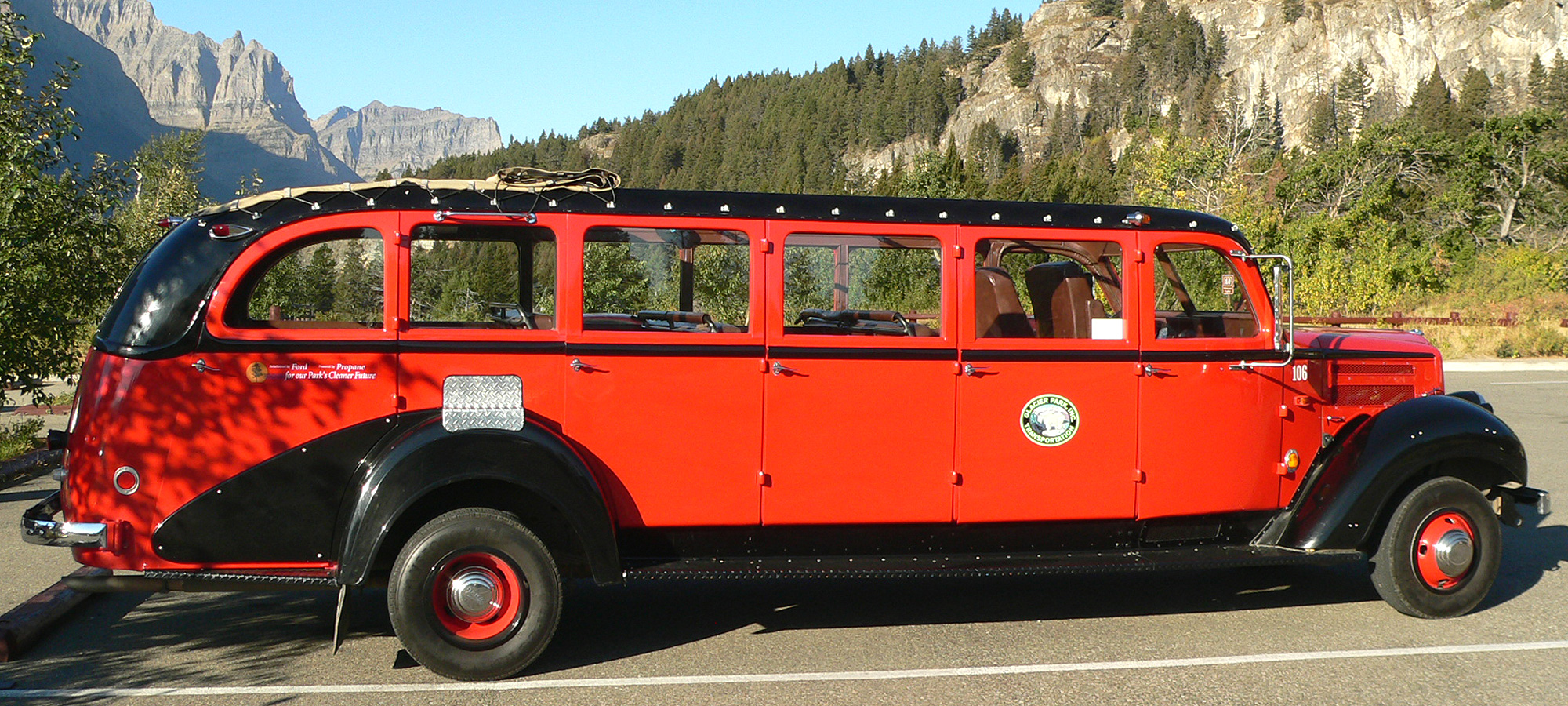
園内を走る路線バス、レッドジャマー

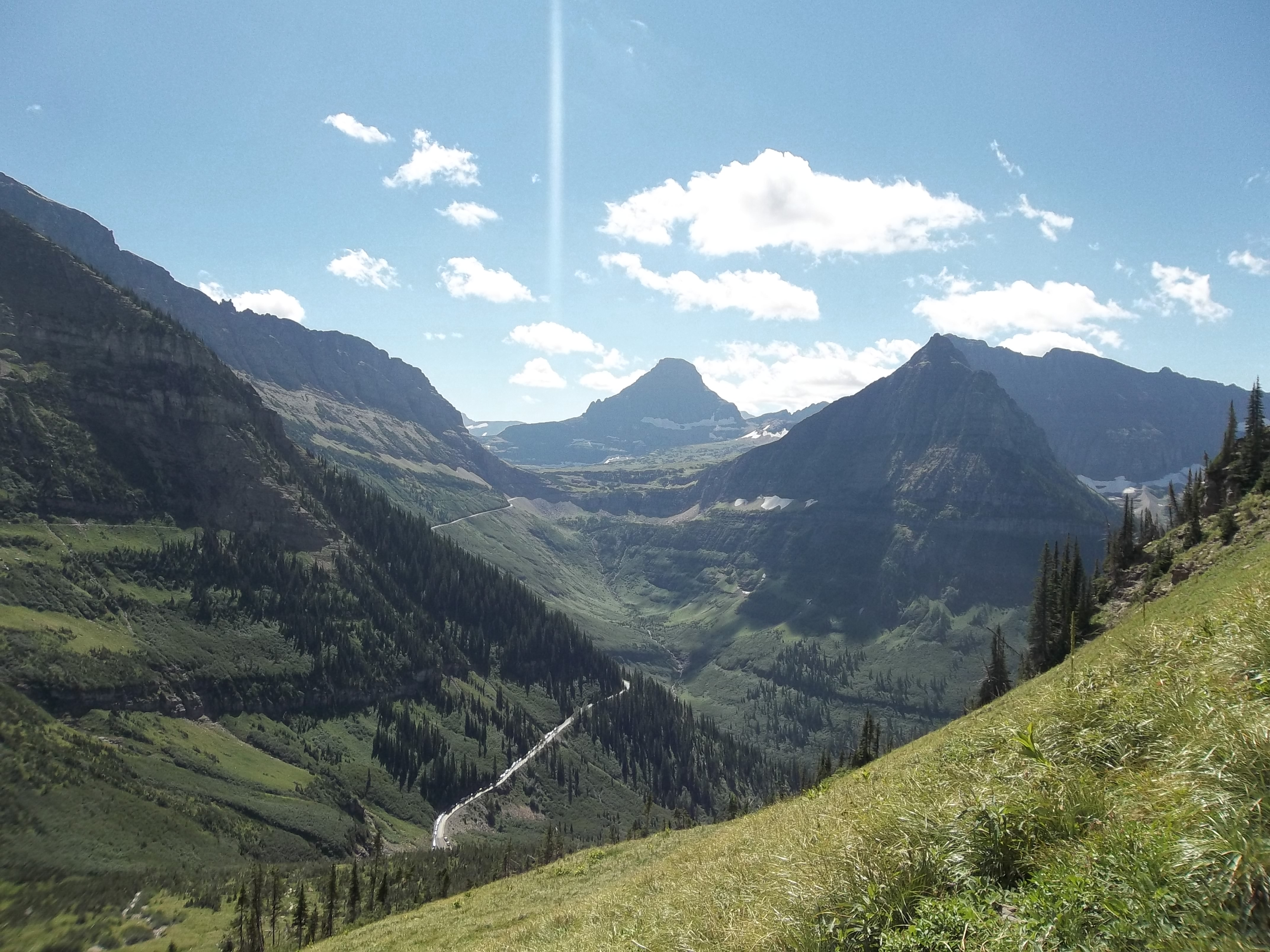
ゴーイング・トゥ・ザ・サン・ロード

グレイシャー国立公園は大都市から離れた場所に位置し、最寄の空港は公園の南西に位置するモンタナ州カリスペルのグレイシャーパーク国際空港である。アムトラックのエンパイア・ビルダー号は公園の東駅と西駅に停車する。1930年代のホワイトモーター社（White Motor Company）のものを復元したレッドジャマー（Red jammers）と呼ばれる路線バスが、園内の全ての主要な道路を巡るツアーを提供している。バスのドライバーは、以前、運転中に起こったギア故障にちなんで「ジャマー（Jammers）」と呼ばれる。 ツアーバスは、環境への影響を減らすため、プロパンガスで走るように2001年に組み立てなおされた。 
1920年代にさかのぼったかのような歴史的な木造遊覧船がいくつかの大きな湖で数多く周航している。これらのボートのうち何隻かは1927年以来ずっとグレイシャー国立公園の主要な湖で年間を通して運行しており、最大80人の観光客を運ぶ。
ハイキングは園内でも人気のある活動である。公園を訪れる人の半分以上が、総距離1,127キロメートル近くに及ぶ園内の道をハイキングすると報告されている。117キロメートルに及ぶコンチネンタル・ディバイド・ナショナル・シーニック・トレイル（Continental Divide National Scenic Trail）は園内を南北にかけてほぼ縦断していて、付近には積雪により高地の道が閉ざされた場合に代わりに利用される標高の低い位置を通る道がいくつかある。犬は原生地域から離れた舗装道路沿いキャンプ地には入ることが許されるが、園内にはクマや他の大型哺乳動物がいるため、園内の山道に入ることは禁止されている。カナダから陸続きもしくは水路を利用してアメリカ合衆国に入るものは適切なパスポートを携帯しなければならない。
園内のいたるところで、数多くの1日ハイキングのオプショナルツアーに参加できる。山道沿いのキャンプ地では人の手がつけられていない環境でのキャンプが可能である。キャンプには許可が必要であり、特定のビジターセンターから得るか、事前に手配してもらうことができる。グレイシャーの原生地域の多くは、積雪の影響やなだれの危険性が潜んでいるために通常6月上旬まではハイカーは立ち入ることができない。また、高地の山道の多くは7月まで雪に覆われている。車でアクセス可能な主なキャンプ場は公園全体にわたって存在するが、そのほとんどは大きな湖の近くに位置する。セントメアリーやアプガーのキャンプ場は通年オープンしているが、オフシーズンにはトイレ施設が閉まり、周囲には流水がないために、キャンプ地の環境はより自然に近いものになると考えられる。車でアクセス可能なキャンプ場は全て、通常6月半ばから9月半ばまで開かれている。ガイドやシャトル・サービスも同様に利用可能である。
釣りは公園でも人気の活動であり、園内を流れる渓流には北アメリカで最も素晴らしいフライ・フィッシングのスポットが数箇所存在する。公園内での釣りは公園の規則を遵守した上で行うよう求められているが、許可を申請しなくても行うことができる。絶滅の危険性があるマスは釣上げたあと即座に水に帰さなければならないが、それを除けば1日あたりの捕獲物の上限の規制は緩い。
グレイシャー国立公園での冬のレクリエーション活動は制限される。 スノーモービルの使用は公園全体で禁止されているが、クロスカントリースキーはなだれの危険性が潜むエリアから離れた標高の低い谷であれば可能である。

## ギャラリー

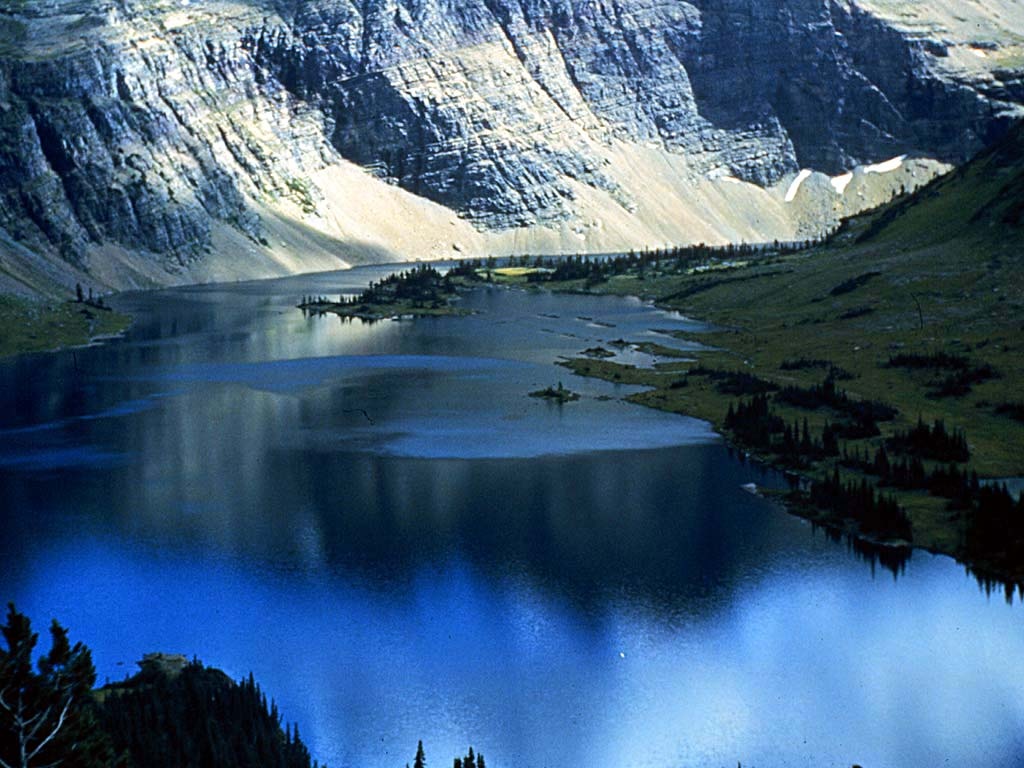
ヒドゥン湖
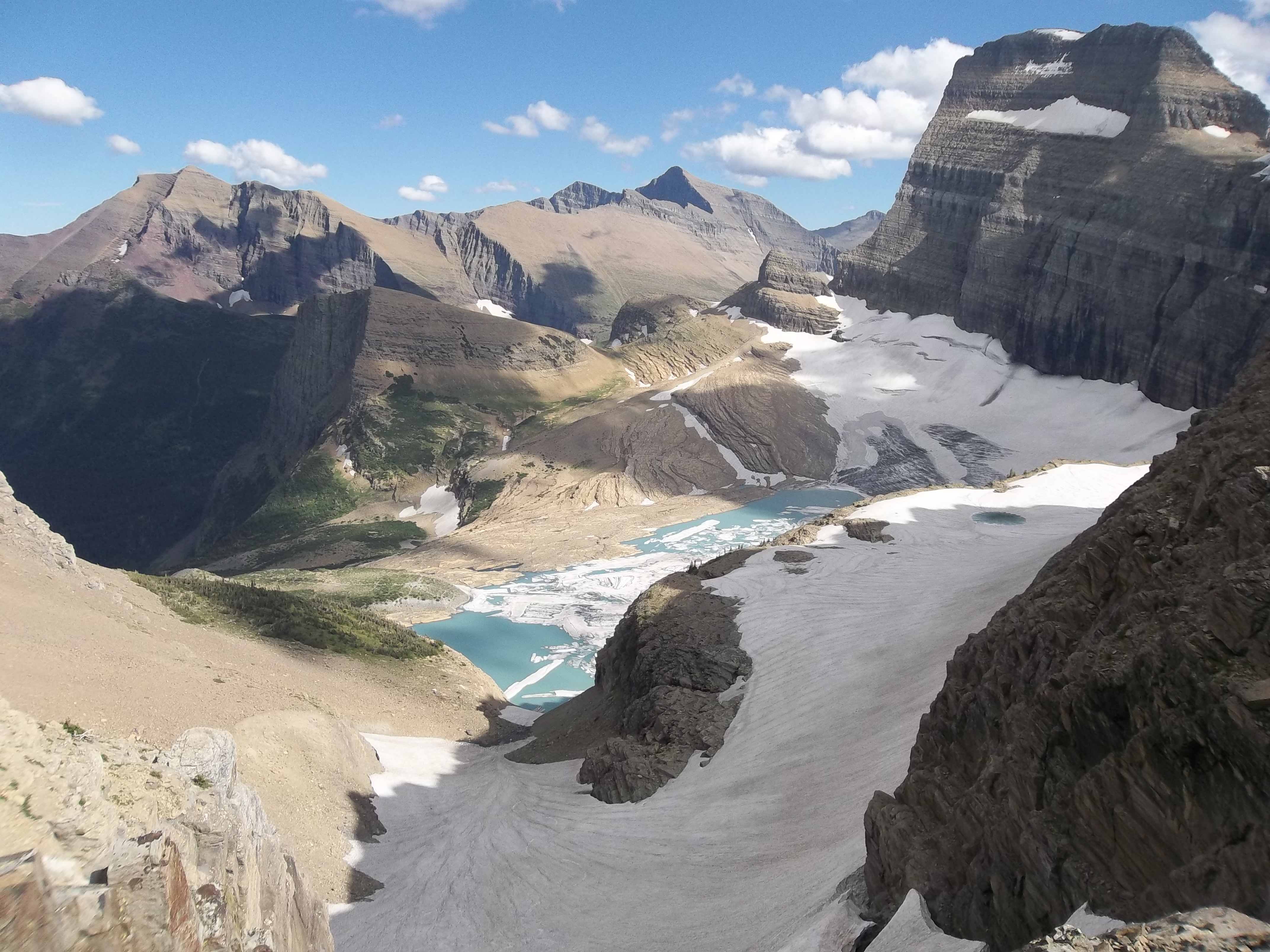
グリネル氷河
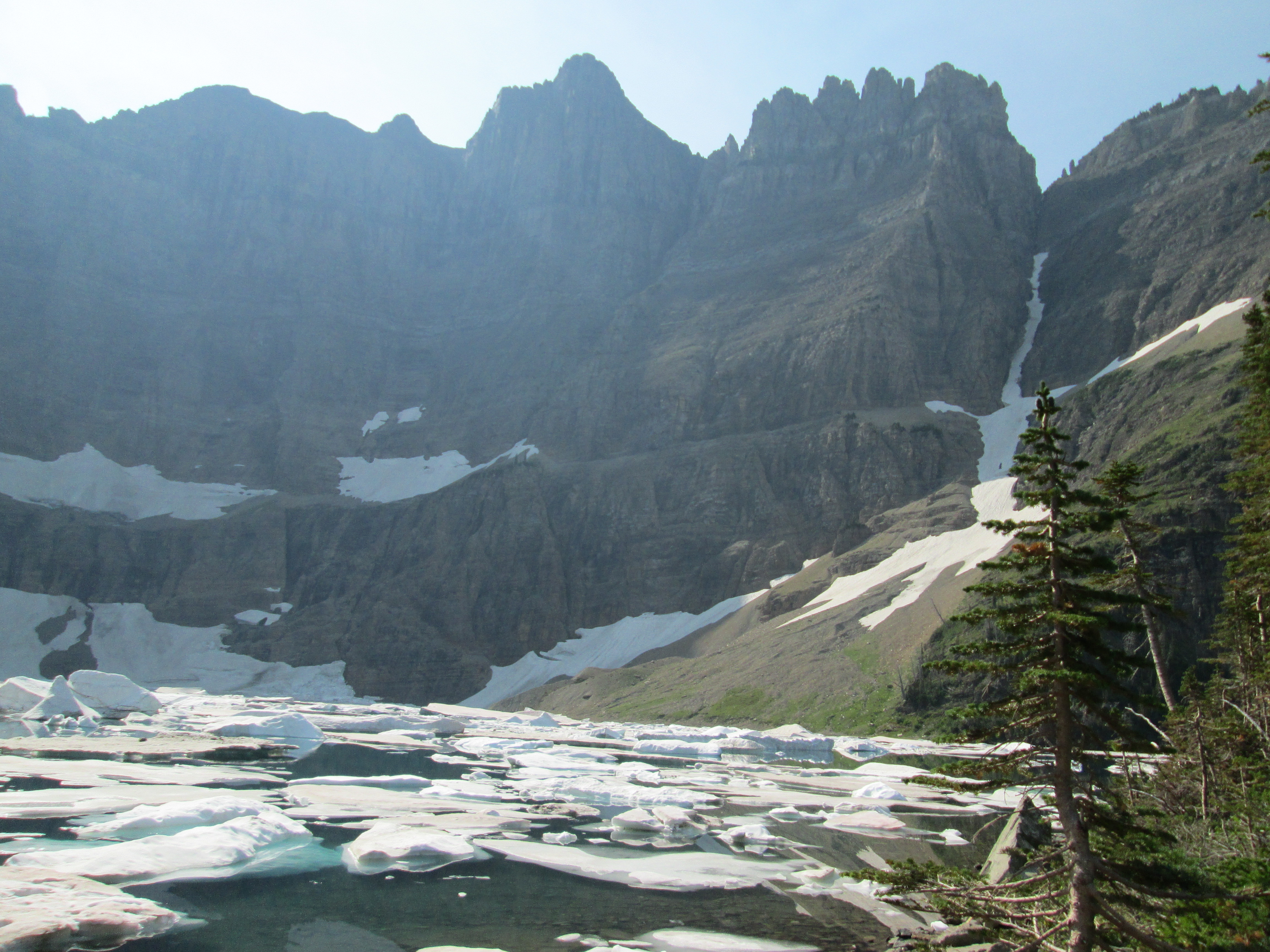
アイスバーグ湖
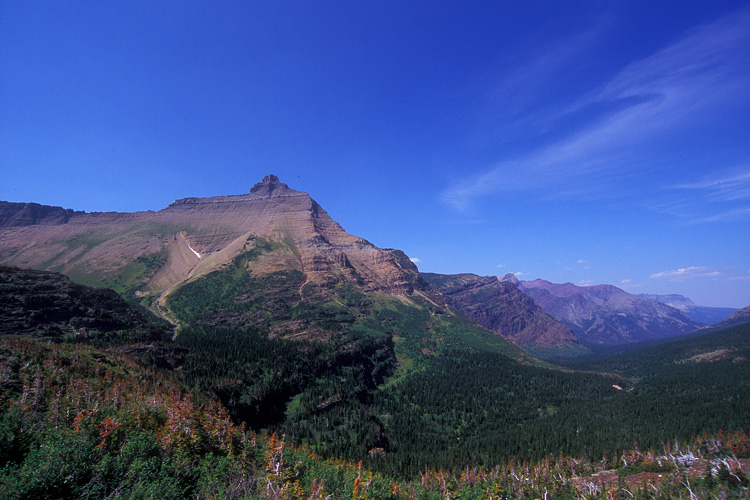
トリプル・パス・ディヴァイド
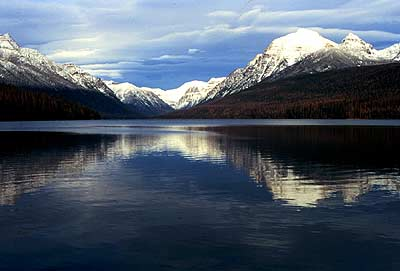
ボウマン湖
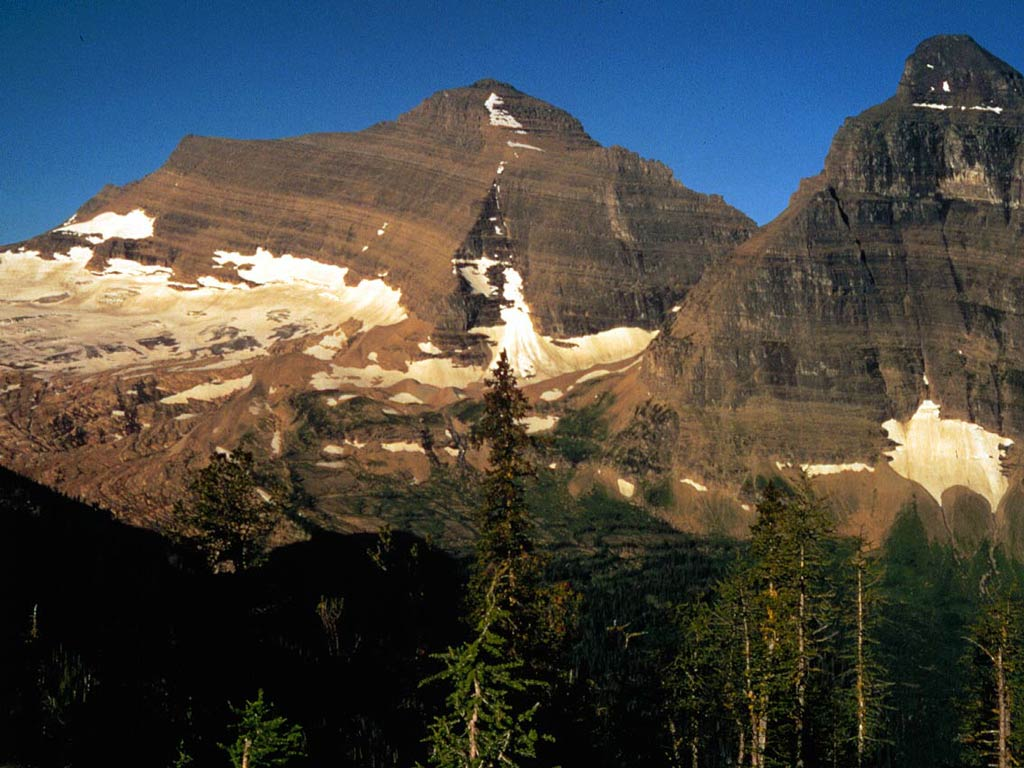
キントラ・ピーク